# نبرد یوریمدون
نبرد یوریمدون (انگلیسی: Battle of the Eurymedon)، نبردی بود که در سال ۴۶۶ یا ۴۶۹ پیش از میلاد بین شاهنشاهی هخامنشی و اتحادیه دلوس روی داد. این نبرد به پیروزی اتحادیه دلوس ختم شد.